# Body Say
«Body Say» es una canción de Demi Lovato. Fue coescrita por Lovato junto con Simon Wilcox y el también productor Sir Nolan. Fue lanzada como sencillo el 1 de julio de 2016 para los servicios de Streaming a través de Island Records, Hollywood Records y Safehouse Records, sin embargo fue promovido a la radio a través de Republic Records. Se trata de un «seductor», sintetizador impulsado por una canción R&B.

## Contenido
«Body Say» es un downtempo R&B balada con influencias de música dance y explora los temas de la sexualidad y la confianza en sí mismo. Fue escrita por Demi Lovato, Simon Wilcox y Sir Nolan, este también productor de la canción. la canción emplea un «seductor», «latidos» detrás de las canciones consideradas «más atractivas» que su pasado sencillo, «Cool for the Summer», que tratan sobre todas las cosas que Lovato haría a un amante si su «cuerpo tenía algo que decir».
Los críticos también han hecho nota de la naturaleza sexual de la canción dada la reciente ruptura de Lovato (en el momento del lanzamiento de la canción) con su novio de 6 años, Wilmer Valderrama.

## Lanzamiento
Lovato anunció el lanzamiento del sencillo el 29 de junio de 2016 a través de Twitter, escribiendo que sólo grabó la canción «Hace un par de semanas», pero quería liberarlo «de inmediato». Lanzó adelantos de la canción en las redes sociales junto con fotos de desnudos o semi-desnudos en blanco y negro de la sesión de fotos de la portada del sencillo en Instagram, acompañadas de tramos de la letra de la canción. Finalmente, el sencillo fue lanzado el 1 de julio de 2016 exclusivamente vía streaming a través de Apple Music, Google Play, y Spotify. Su fecha de lanzamiento a través de Itunes fue el 15 de julio de 2016. «Body Say» fue lanzada en la Contemporary hit radio en los Estados Unidos el 12 de julio de 2016 a través de Republic Records.

## Presentaciones en vivo
Lovato presentó la canción en la primera noche del Future Now Tour en Atlanta, Georgia, el 29 de junio de 2016. La misma formó parte de la lista de canciones de la gira.

## Posicionamiento en listas

### Semanales
| País            | Lista                         | Mejor posición |
| --------------- | ----------------------------- | -------------- |
| Bélgica (Fl)    | Ultratip                      | 35             |
| Bélgica (Va)    | Ultratip                      | 32             |
| Canadá          | Canadian Hot 100              | 59             |
| Eslovaquia      | Singles Digital - Top 100     | 48             |
| Estados Unidos  | Billboard Hot 100             | 84             |
| Francia         | Top Singles Téléchargés       | 135            |
| Nueva Zelanda   | NZ Singles Charts Heatseekers | 2              |
| Portugal        | AFP                           | 50             |
| Reino Unido     | UK Singles Chart              | 188            |
| República Checa | Singles Digital - Top 100     | 50             |
| Suecia          | Sverigetopplistan             | 71             |

### Certificaciones
| País           | Organismo certificador | Certificación | Ventas certificadas | Ref.   |
| -------------- | ---------------------- | ------------- | ------------------- | ------ |
| Brasil         | ABPD                   | Oro           | 30 000              | [ 25 ] |
| Estados Unidos | RIAA                   | Oro           | 500 000             | [ 26 ] |

## Historial de lanzamientos
| País           | Fecha de lanzamiento | Formato                        | Ref.   |
| -------------- | -------------------- | ------------------------------ | ------ |
| Mundial        | 1 de julio de 2016   | Streaming audio                |        |
| Estados Unidos | 12 de julio de 2016  | Radio de éxitos contemporáneos | [ 12 ] |
| Estados Unidos | 15 de julio de 2016  | Descarga digital               | [ 27 ] |